# نیساب‌یدی
نیساب‌یدی (به لاتین: Nısovyədi یا Nosovyədi) یک منطقه مسکونی در جمهوری آذربایجان است که در شهرستان لریک واقع شده‌است. نیساب‌یدی ۵۶ نفر جمعیت دارد.